# Bex
Bex [be] ist eine politische Gemeinde im Distrikt Aigle des Kantons Waadt in der Schweiz. Der ehemalige deutsche Name Beis wird heute nicht mehr verwendet.

## Geographie

Historisches Luftbild von Werner Friedli von 1952

Bex liegt auf 424 m ü. M., 8 km südsüdöstlich des Bezirkshauptorts Aigle (Luftlinie). Das ehemalige Strassenzeilendorf erstreckt sich am östlichen Rand des unteren Rhônetals, auf der Schwemmebene, die der Fluss Avançon im Lauf der Zeit bei seinem Austritt in das Rhônetal akkumuliert hat, am Südfuss des Wald- und Rebberges Montet, in den Waadtländer Alpen.
Die Fläche des 96,6 km² grossen Gemeindegebiets umfasst einen Abschnitt des unteren Rhônetals und der angrenzenden Alpen. Der westliche Gemeindeteil liegt im Rhônetal, wobei der kanalisierte Lauf der Rhone die Westgrenze bildet. Östlich an die Rhône schliesst sich eine breite Talebene an, die wiederum von den Hügeln Le Montet (688 m ü. M.) und Chiètres (608 m ü. M.) begrenzt wird. Zwischen diesen beiden Hügelgebieten liegt die Mulde von Bex, die vom Avançon durchflossen wird. Ganz im Süden reicht das Gebiet bis zur Engstelle der Rhône bei Saint-Maurice.
Der weitaus grössere östliche Gemeindeteil liegt im stark reliefierten Gebiet der Waadtländer Alpen und umfasst grösstenteils das Einzugsgebiet des Avançon mit seinen beiden Quellbächen Avançon de Nant (im Süden) und Avançon d'Anzeindaz (im Norden). Zwischen den Tälern dieser Bäche befindet sich der aus Schrattenkalk bestehende Felsgrat L'Argentine (2422 m ü. M.). Im Südosten verläuft die Grenze neben dem Hochtal Vallon de Nant über die geologisch zu den helvetischen Decken der Kalkhochalpen gehörenden Dent de Morcles (2969 m ü. M.), Dent Favre (2917 m ü. M.), Grand Muveran (3051 m ü. M.) und Tête à Pierre Grept (2904 m ü. M.). Die Bäche an der Nordwestflanke dieser Bergkette werden durch mehrere kleine Firnfelder (Glacier des Martinets, Plan Névé und Glacier de Paneirosse) gespeist. Ganz im Osten des Gemeindegebietes von Bex liegen die ausgedehnte Alp Anzeindaz und der Gebirgspassübergang Pas de Cheville (2038 m ü. M.), der eine Verbindung vom Tal des Avançon zum Lac de Derborence herstellt. Auf dem nördlich an diesen Pass angrenzenden Sommet des Diablerets, dem Gipfel des Massivs von Les Diablerets, wird mit 3210 m ü. M. der höchste Punkt der Gemeinde erreicht. Im Norden verläuft die Grenze teils entlang des Avançon, teils auf dem Hang von Gryon und entlang des Wildbachs Gryonne. Von der Gemeindefläche entfielen 1997 4 % auf Siedlungen, 32 % auf Wald und Gehölze, 28 % auf Landwirtschaft und rund 36 % war unproduktives Land.
Zu Bex gehören zahlreiche Weiler, Einzelhöfe und Alpsiedlungen, darunter:
- L’Allex, 427 m ü. M., in der Mulde von Bex südlich des Avançon
- Cotterd, 413 m ü. M., Industriesiedlung in Bahnhofnähe
- Le Glarey, 435 m ü. M., östlich an Bex anschliessend
- Le Châtel, 516 m ü. M., in einer Geländemulde am Nordwestfuss der Dent de Morcles
- Chiètres, Einzelhofsiedlung auf einem Hügel südlich von Bex
- Le Bévieux, 485 m ü. M., am Avançon
- Les Dévens, 490 m ü. M., auf dem Schwemmkegel der Gryonne mit Pierra Bessa, Findling
- Le Bouillet, 588 m ü. M., im Tal der Gryonne
- La Forêt, 510 m ü. M., am Fuss der Höhe von Gryon
- Le Chêne, 580 m ü. M., am Westhang der Höhe von Gryon
- Fenalet, 710 m ü. M., am Westhang der Höhe von Gryon
- Les Posses, 953 m ü. M., am Südhang unterhalb von Gryon
- Frenières-sur-Bex, 865 m ü. M., im Tal des Avançon de Nant
- Les Plans-sur-Bex, 1095 m ü. M., in einem Talkessel des Avançon de Nant
- Solalex, 1469 m ü. M., Alpsiedlung im Tal des Avançon d'Anzeindaz
- Anzeindaz, 1876 m ü. M., Alpsiedlung im Tal des Avançon d'Anzeindaz

Nachbargemeinden von Bex sind Ollon, Gryon, Ormont-Dessus und Lavey-Morcles im Kanton Waadt sowie Saint-Maurice, Massongex, Monthey, Collonges, Fully, Leytron, Chamoson und Conthey im Kanton Wallis.

## Bevölkerung
Mit 8567 Einwohnern (Stand 31. Dezember 2023) gehört Bex zu den grösseren Gemeinden des Kantons Waadt. Von den Bewohnern sind 83,8 % französischsprachig, 3,9 % sprechen Albanisch und 3,4 % sind deutschsprachig (Stand 2000). Die Bevölkerungszahl von Bex belief sich 1850 auf 3091 Einwohner, 1900 auf 4561 Einwohner. Danach pendelte sie bis 1960 zwischen 4200 und 4800 Einwohnern. Seither wurde wieder ein Bevölkerungswachstum verzeichnet, insbesondere während der 1980er Jahre.

## Wirtschaft

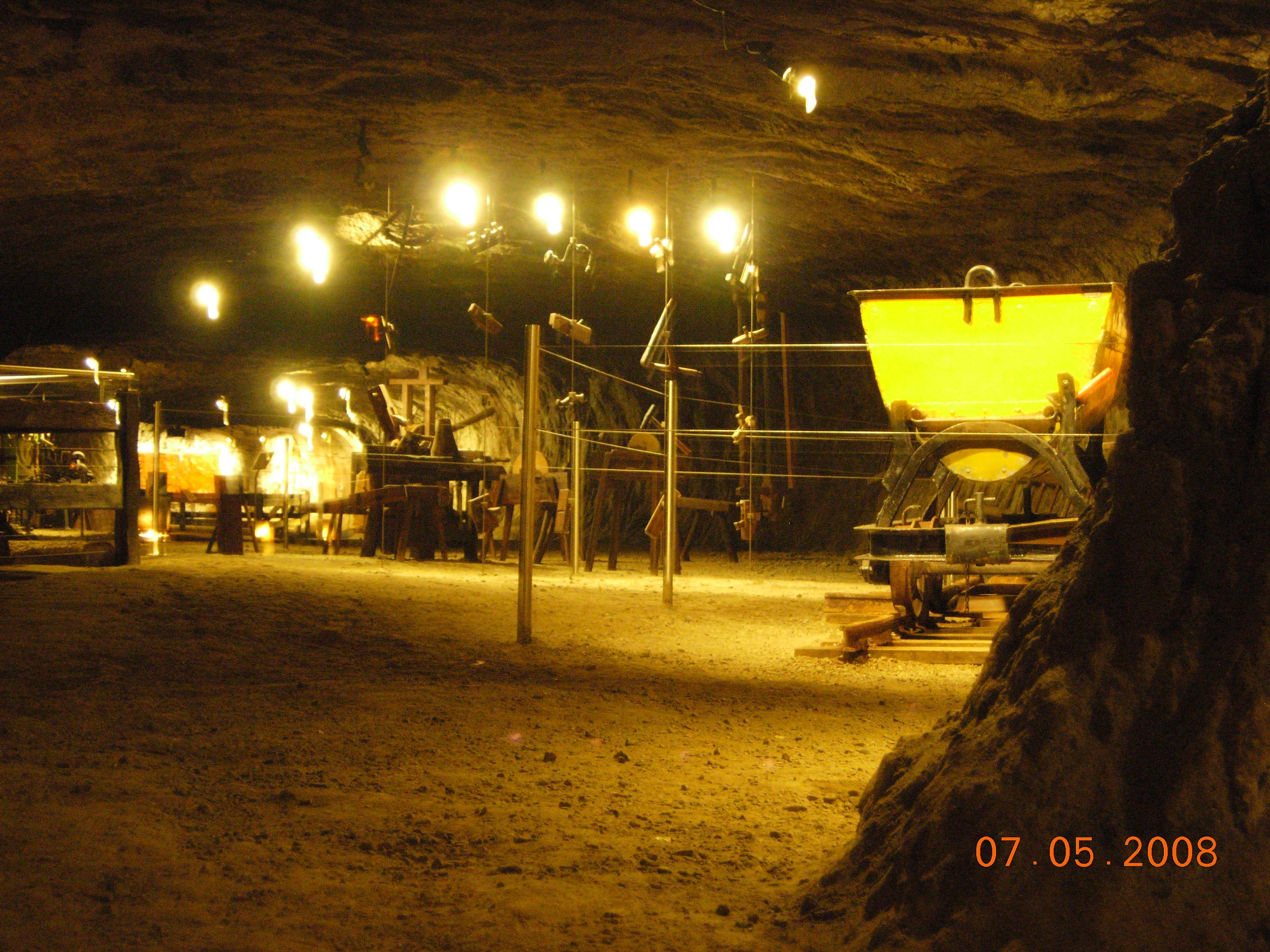
Salzminen

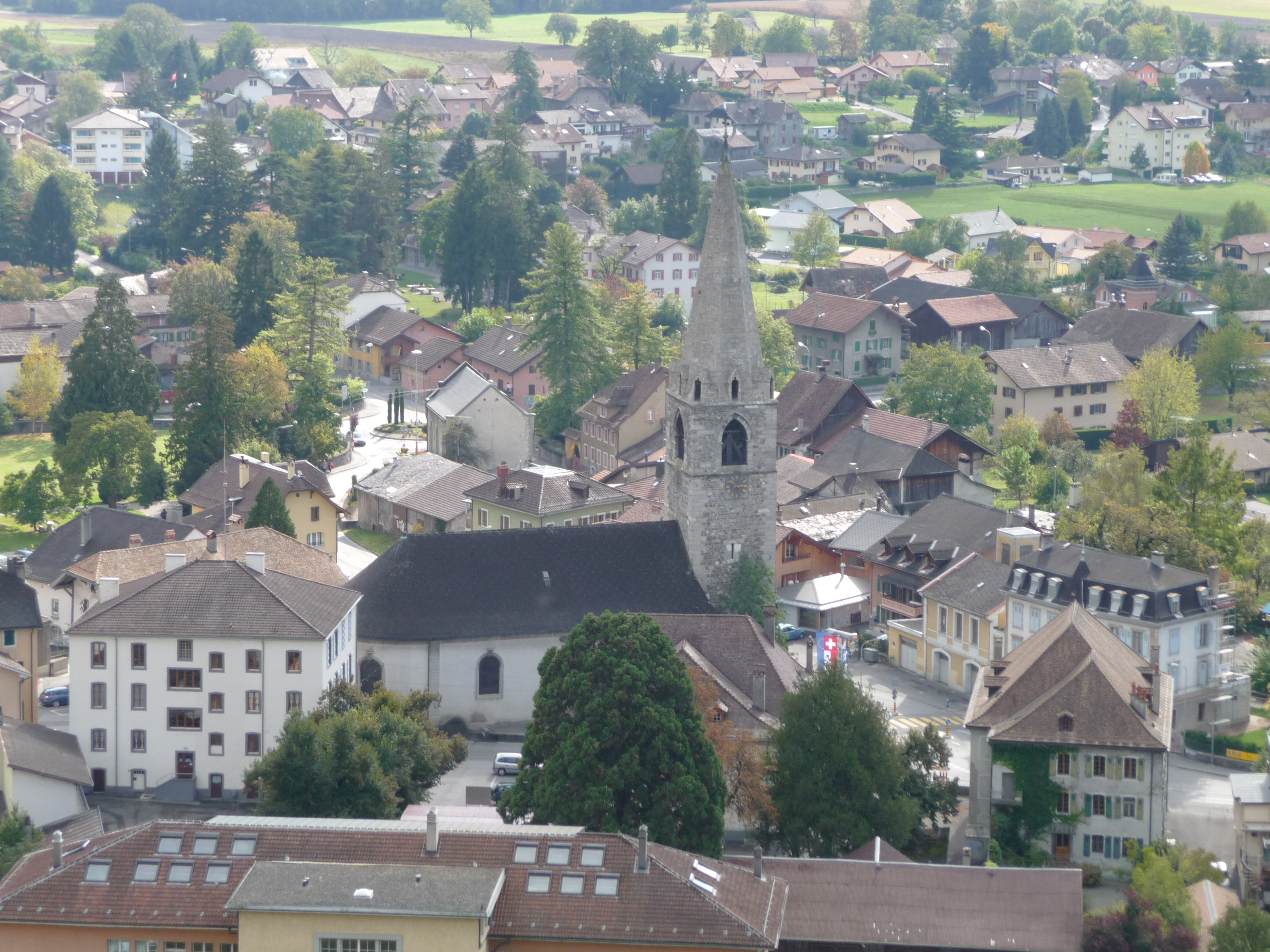
Kirche von Bex

Bex entwickelte sich dank der seit dem 16. Jahrhundert bekannten, systematisch jedoch erst seit 1680 ausgebeuteten Salzminen. Die Stollenlänge von insgesamt rund 50 km zeugt von der Bedeutung des Salzbergbaus im unteren Rhônetal. Bei Sublin wurde vorübergehend (um 1800) auch Schwefel abgebaut. Heute ist nur noch die Saline von Bévieux in Betrieb; es wird Salzlake für Novartis produziert. Seit Beginn des 20. Jahrhunderts siedelten sich neue Betriebe in Bex an und förderten die Entwicklung der Gemeinde zu einem industriellen Zentrum.
Heute bietet Bex rund 2300 Arbeitsplätze an. Mit 15 % der Erwerbstätigen, die noch im primären Sektor beschäftigt sind, hat die Landwirtschaft immer noch einen gewissen Stellenwert in der Erwerbsstruktur der Bevölkerung. Etwa 34 % der Erwerbstätigen sind im industriellen Sektor tätig, während der Dienstleistungssektor 51 % der Arbeitskräfte auf sich vereinigt (Stand 2001).
Die Landwirtschaft zeigt noch heute dank des ausgedehnten Gemeindegebietes und der unterschiedlichen Höhenlagen eine grosse Vielfalt. An den Südhängen der Hügel Le Montet und Chiètres sowie im Bereich von Le Chêne wird auf einem Gebiet von insgesamt über 100 ha Weinbau betrieben. In der Rhôneebene werden die Landwirtschaftsflächen durch Ackerbau- und Obstbaukulturen genutzt, während an den unteren Hängen Edelkastanienwälder gedeihen. Die höheren Lagen dienen der Milchwirtschaft und Viehzucht. In den Alpen gibt es ausgedehnte Alpweiden zur Sömmerung der Viehbestände.
Die Industrie hat sich vor allem in der Rhôneebene in Bahnhofnähe niedergelassen. Wichtige Unternehmen sind eine Gipsfabrik, eine Papierfabrik, Betriebe des Metall- und Stahlbaus, des Maschinenbaus, des Baugewerbes (darunter Sandstrahlen und Schutzverkleidungen), ein Kabelwerk und ein Galvanisierungsunternehmen. Einige Bewohner pendeln auch in die auf der anderen Talseite der Rhône gelegene Industriestadt Monthey mit Erdölraffinerie und chemischer Industrie. Am Avançon befindet sich ein Elektrizitätswerk der Forces motrices de l'Avançon.

### Tourismus
Einen bedeutenden wirtschaftlichen Aufschwung brachte im 19. Jahrhundert die Nutzung der Thermalquellen; es entstanden zahlreiche Hotels in Bex. Nach der Blütezeit zu Beginn des 20. Jahrhunderts konnte die Hotelindustrie jedoch mit den gestiegenen Erwartungen und Bedürfnissen der Touristen nach dem Ersten Weltkrieg nicht mehr mithalten und erlebte deswegen einen Einbruch. Aus dieser ersten Zeit stammt das 1868 gegründete und 1871 eröffnete Hôtel des Salines, das den Betrieb 1976 einstellen musste, unter Denkmalschutz gestellt wurde und 1981 einem Brand zum Opfer fiel.
Touristische Hauptattraktion ist heute das Salzbergwerk von Bex (Musée de la mine du sel). Seit 2008 gibt es den Sentier du Sel zwischen Salin-sur-Ollon und Bex. Im Weiteren befinden sich in der Gemeinde eine nationale Ausstellung zeitgenössischer Bildhauerei (Bex et Arts) und der 1891 gegründete botanischen Garten Alpengarten Thomasia bei Pont-de-Nant.

## Verkehr

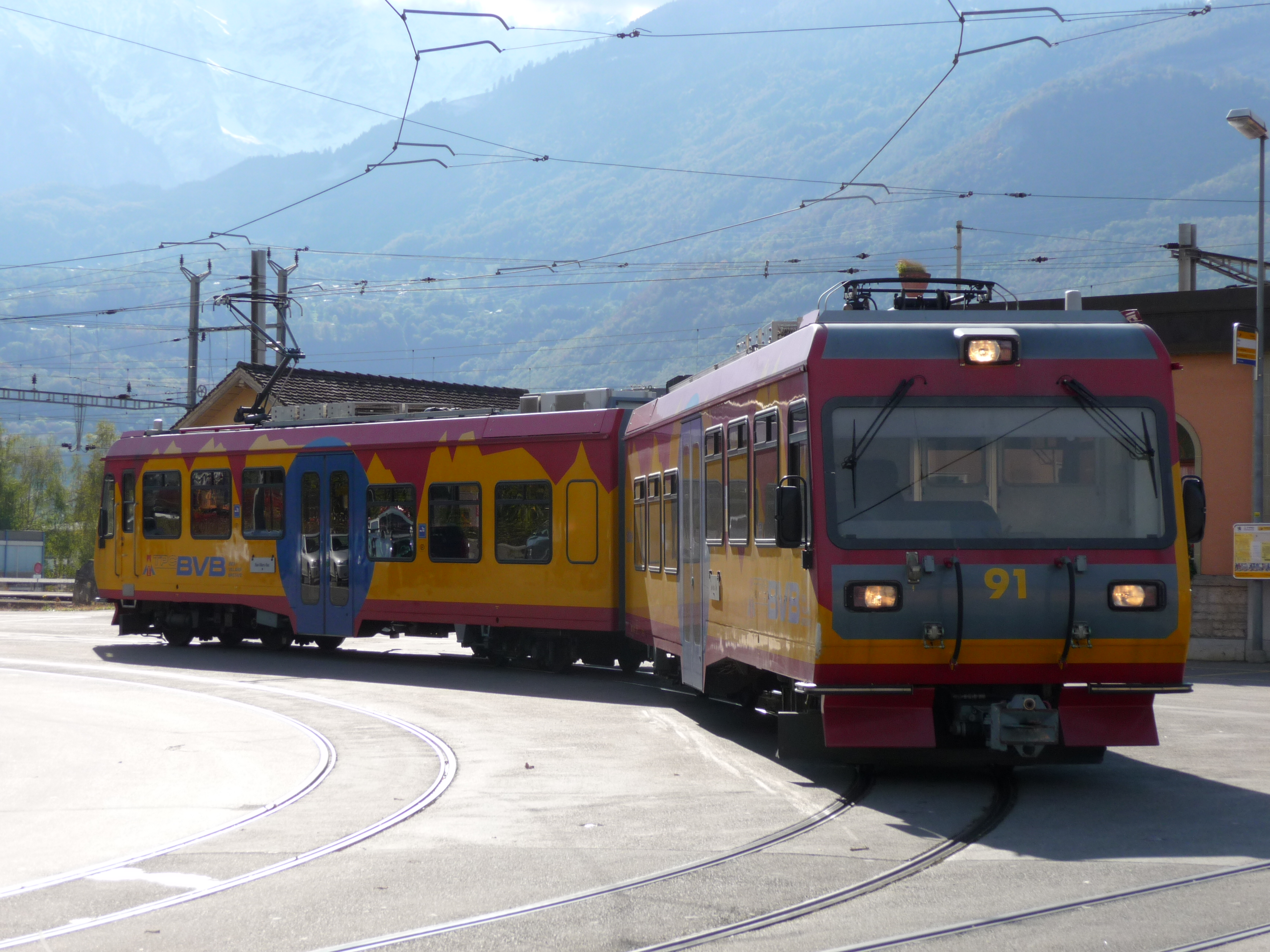
Zugskomposition der BVB

Die Gemeinde ist verkehrstechnisch sehr gut erschlossen. Sie liegt nur wenig abseits der Hauptstrasse 9, die von Lausanne über Sion zum Simplonpass führt. Der nächste Autobahnanschluss an die 1980 eröffnete A9 (Lausanne–Sion), welche das Gemeindegebiet durchquert, ist rund 2 km vom Ortskern entfernt.
Am 10. Juni 1857 wurde der Abschnitt Villeneuve-Bex der Eisenbahnlinie von Lausanne nach Sion eingeweiht. Seit dem 1. November 1860 ist auch die Fortsetzung von Bex nach Saint-Maurice über die Eisenbahnbrücke Massongex in Betrieb. Der Bahnhof Bex ist Ausgangspunkt der Schmalspurbahnlinie Bex-Gryon-Villars (BVB) der Verkehrsgesellschaft Transports Publics du Chablais (tpc) nach Villars-sur-Ollon.
Für die Feinverteilung im öffentlichen Verkehr sorgen Buslinien von Bex nach Monthey, nach Fenalet und nach Les Plans-sur-Bex.
Seit 1919 gibt es in der Rhôneebene den Flugplatz Bex, an dem seit 1974 alljährlich ein internationales Fliegertreffen stattfindet.

## Geschichte
Bex kann auf eine lange Siedlungsgeschichte zurückblicken. Früheste Zeugnisse der Anwesenheit des Menschen ist der Abri Sous Barme, in dem Spuren aus dem Neolithikum gefunden wurden. Aus der Bronzezeit stammt ein Gräberfeld, und aus der Römerzeit sind Überreste von zwei Gutshöfen erhalten. Zwischen Bex und Massongex führte damals eine Brücke am Handelsweg von Aventicum (Avenches) nach Octodurum (Martigny) über die Rhône. Römische Namen von Bex waren Baccae, Baccium und Bactiacum.
Die erste urkundliche Erwähnung datiert bereits aus dem Jahr 574 unter dem Namen Baccis villa. Damals standen sich bei Bex fränkische Truppen und Räuberbanden langobardischer Herkunft gegenüber, die ins Wallis eingefallen waren. Später erschienen die Namen Bacium, Baiz, Baz und im Jahr 1245 Bez.
Das Gebiet von Bex kam im Jahr 999 durch eine Schenkung vom Königreich Hochburgund an den Bischof von Sion. Seit dem 12. Jahrhundert unterstand es in weltlichen Angelegenheiten den Grafen von Savoyen. Seit dieser Zeit ist die Adelsfamilie de Baiz (oder de Bex) erwähnt, deren Burg sich auf dem Hügelgebiet von Chiètres südlich des Dorfes befand. Zwei weitere Burgen kontrollierten im Tal des Avançon den Weg über den Saumpass Pas de Cheville. Seit Beginn des 14. Jahrhunderts wurde die Herrschaft Bex in zahlreiche Lehen und Afterlehen aufgesplittert.
Bereits 1464 wurde Bex als Folge einer Strafaktion von Bern besetzt. 1476 erfolgte ein Einfall der Oberwalliser, welche die Burg in Brand setzten. Die Gemeinde stellte sich deshalb unter den Schutz Berns und wurde dem Gouvernement Aigle angegliedert. Als Mandement besass die Gemeinde einen eigenen Gerichtshof. 1528 wurde die Reformation eingeführt. Nach dem Zusammenbruch des Ancien Régime gehörte Bex von 1798 bis 1803 während der Helvetik zum Kanton Léman, der anschliessend mit der Inkraftsetzung der Mediationsverfassung im Kanton Waadt aufging. 1798 wurde es dem Bezirk Aigle zugeteilt. Der Wohlstand von Bex im 19. Jahrhundert und frühen 20. Jahrhundert war eng mit dem Salzbergwerk und dem Bädertourismus jener Zeit verbunden.

## Wappen
Beschreibung: In Blau ein schwarz gehufter aufgerichteter silberner Widder und ein achtzackiger goldener Stern darüber.

## Sehenswürdigkeiten
Die Kirche Saint-Clément, bereits 1193 erstmals erwähnt, wurde im 15. Jahrhundert neu erbaut. Als Folge einer Feuersbrunst im Jahr 1813 wurden der Chor und das Kirchenschiff im klassizistischen Stil neu errichtet, während der massive Frontturm mit einem spätgotischen Portal noch von 1501 stammt. Im malerischen Ortskern von Bex stehen das Hôtel de Ville (Rathaus) von 1747 und einige Bürgerhäuser aus dem 17. bis 19. Jahrhundert. Auf dem Hügel südlich von Bex steht der Rundturm Tour de Duin, ein Überrest der im 12. Jahrhundert erbauten Burg der Herrschaft Bex, die 1476 im Rahmen der Burgunderkriege zerstört wurde. Das Château Grenier wurde 1641 erbaut und 1850 einer umfassenden Restauration unterzogen.

## Bilder

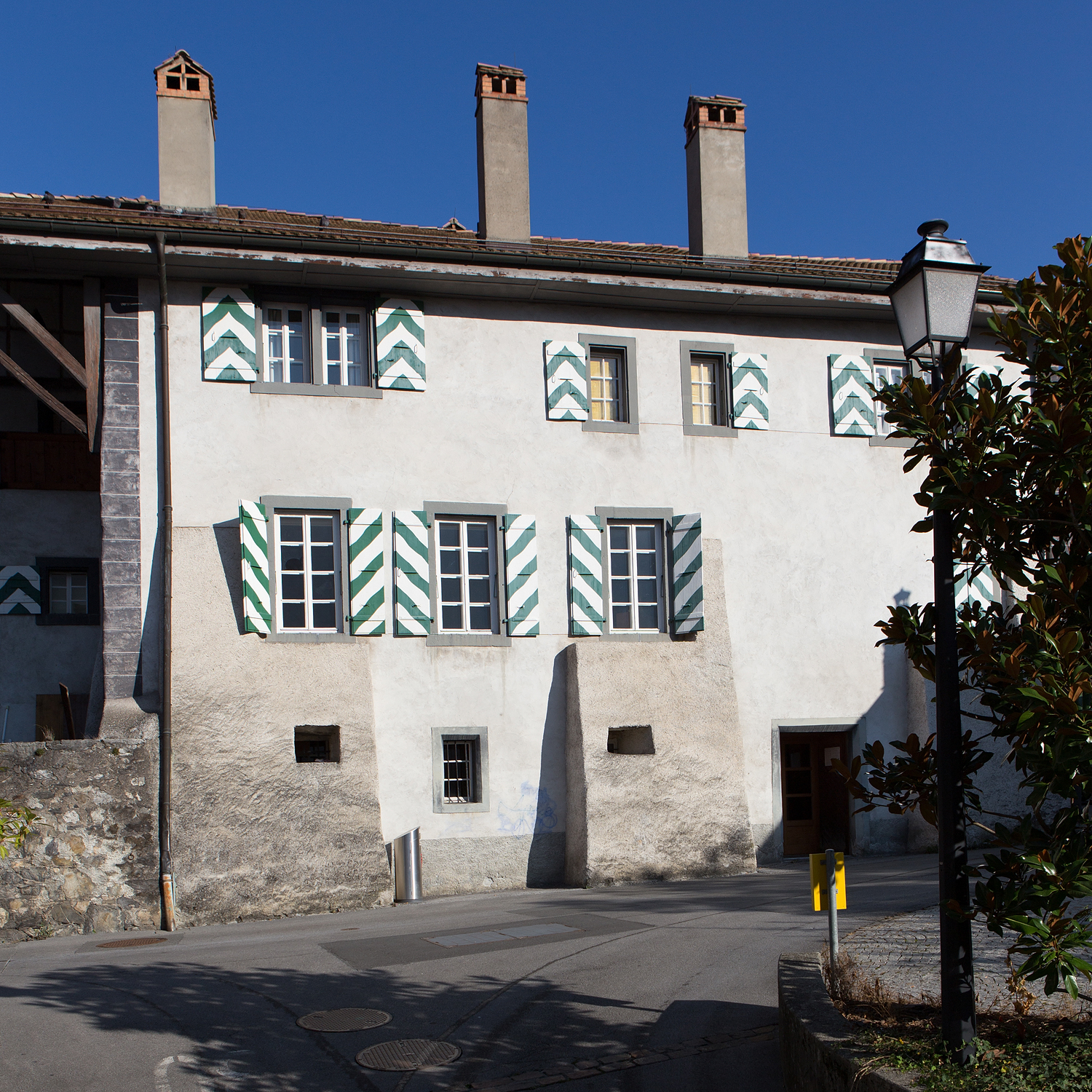
Altes Pfarrhaus
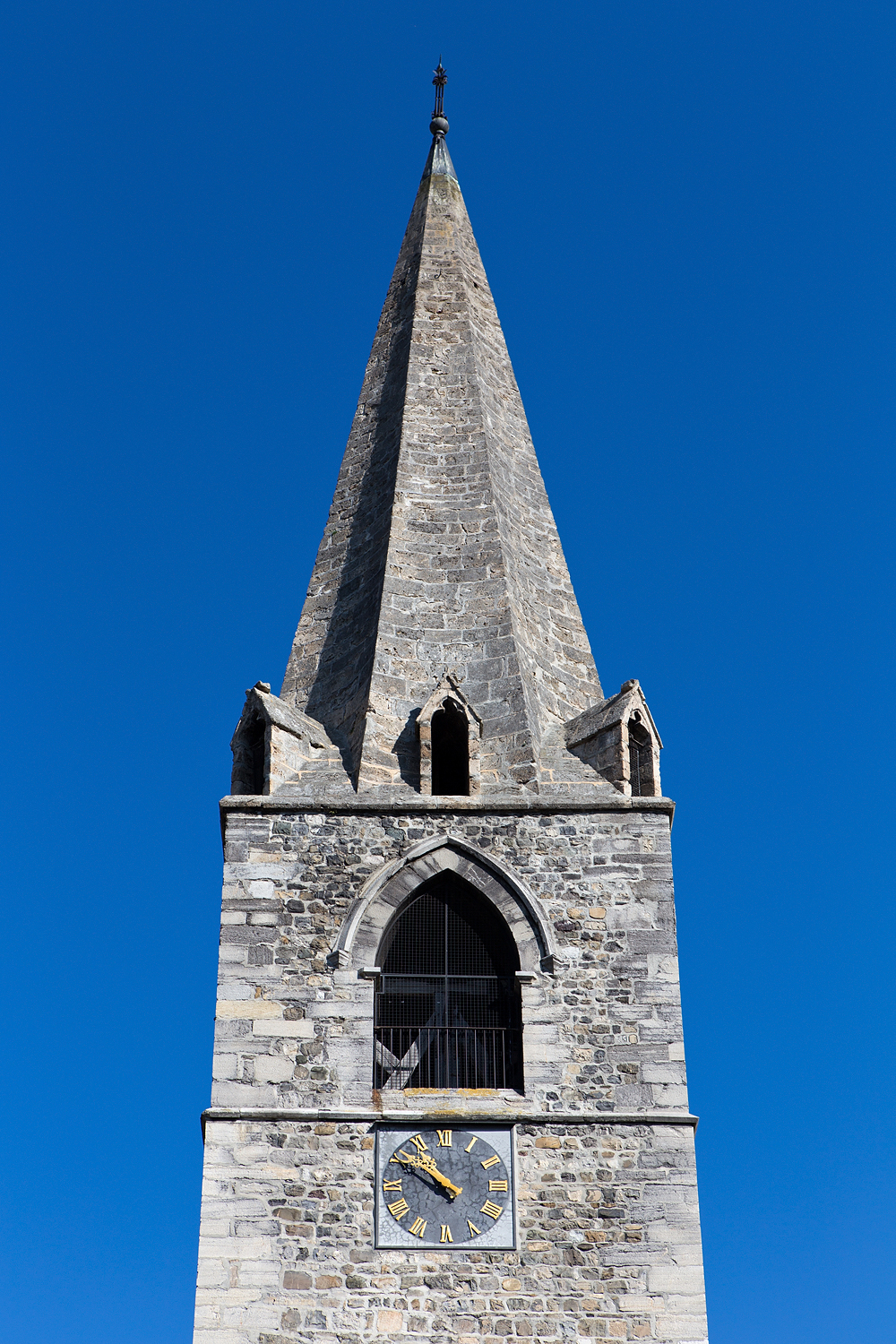
Kirchturm
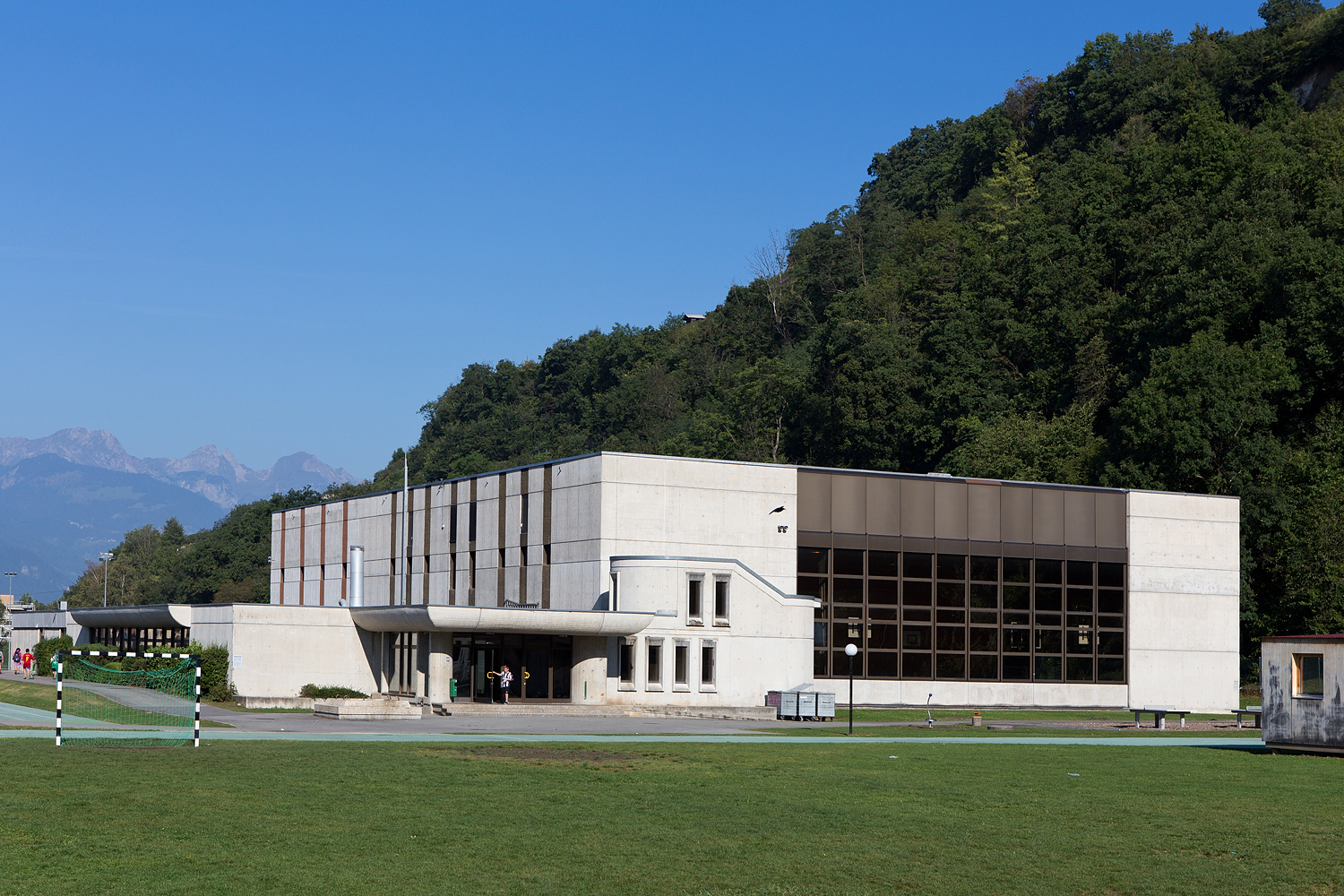
Sporthalle
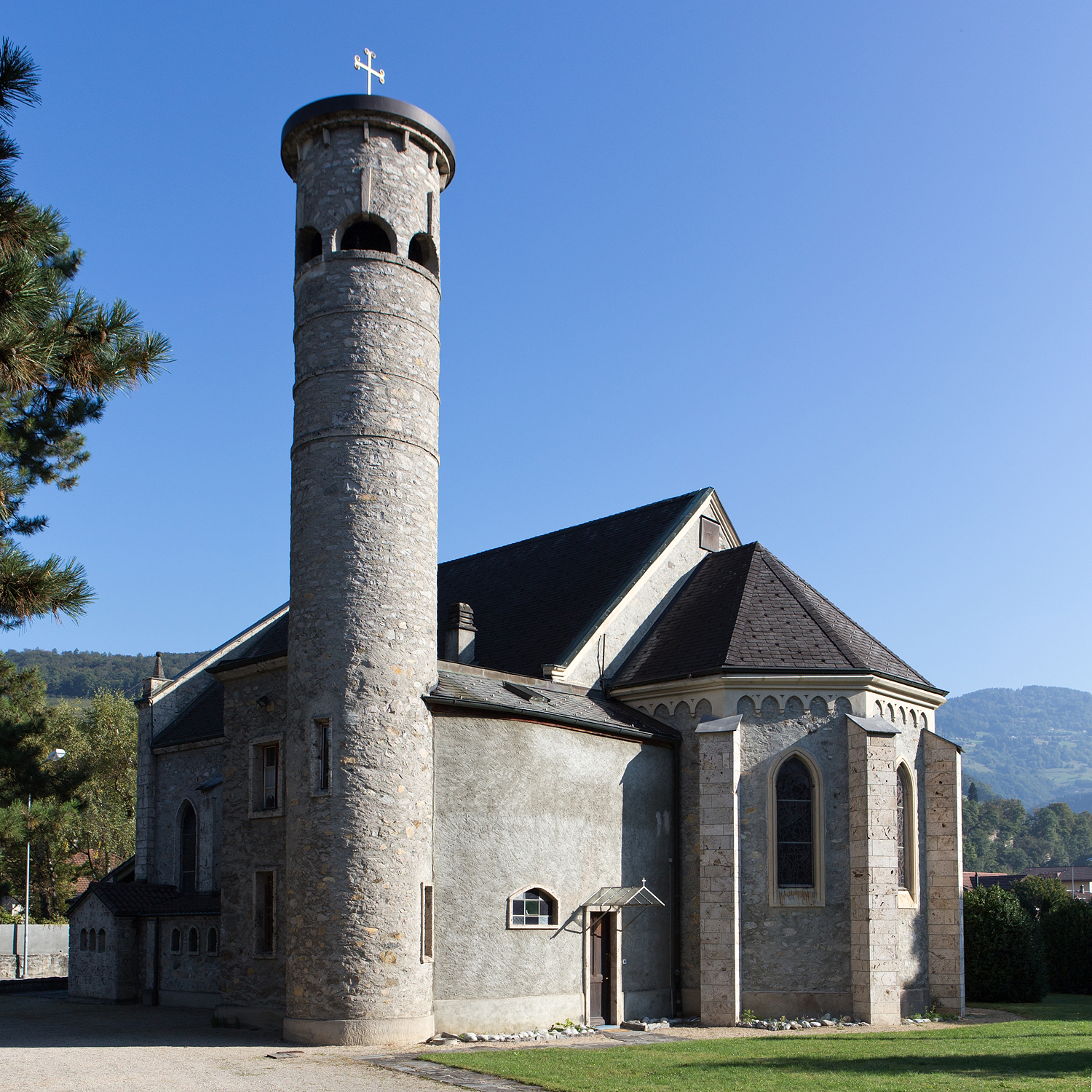
Katholische Kirche
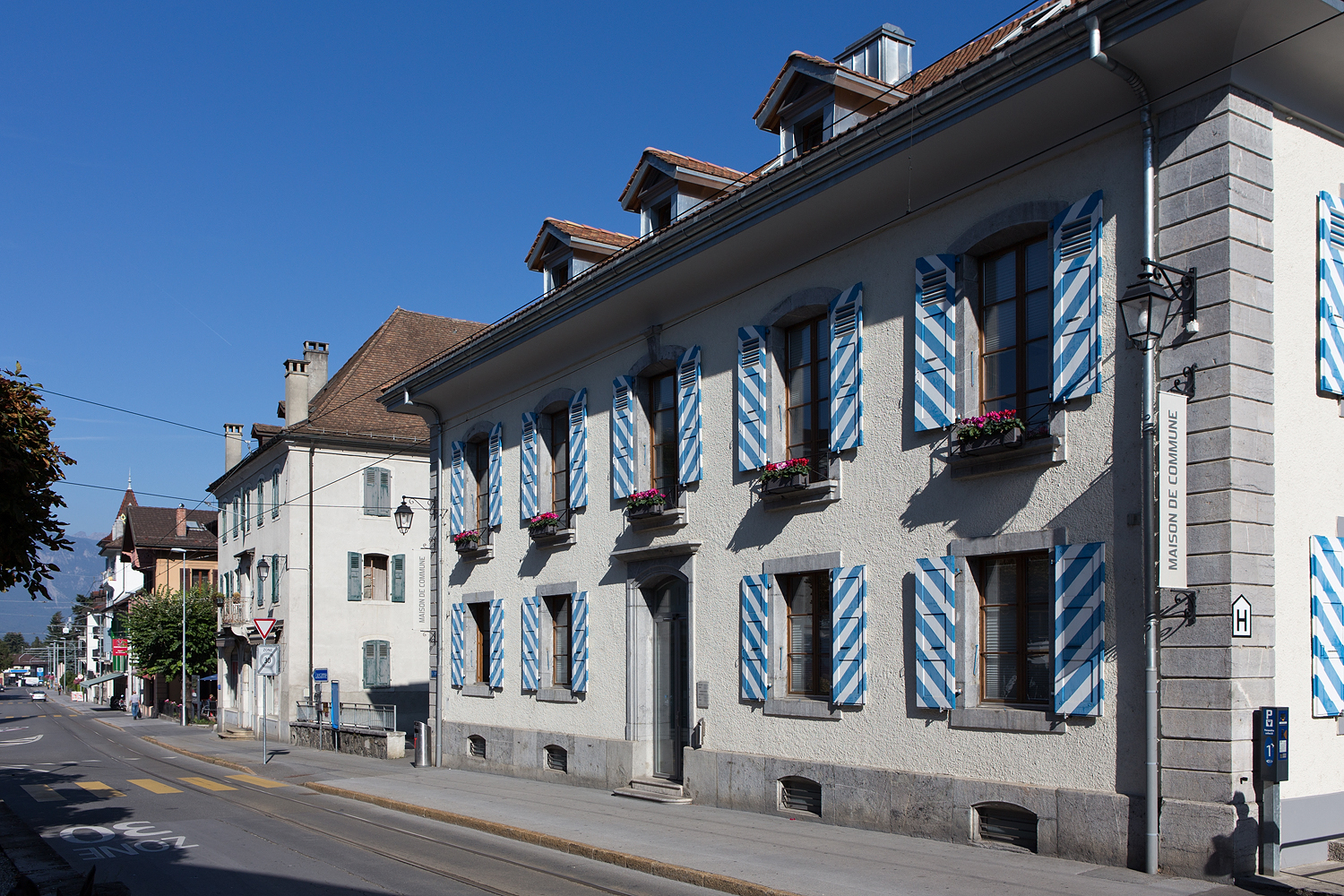
Gemeindehaus
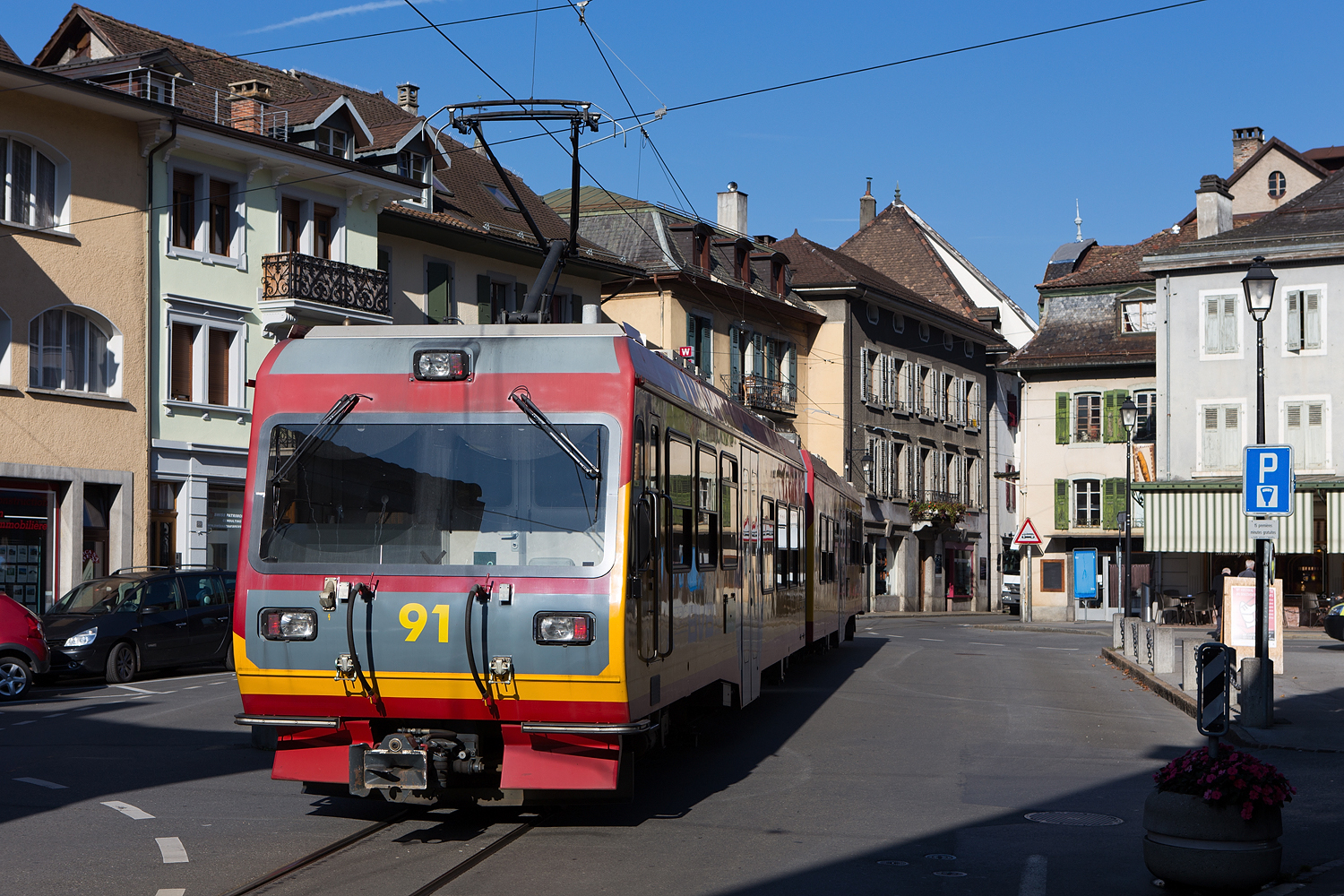
Rue Centrale beim Marktplatz
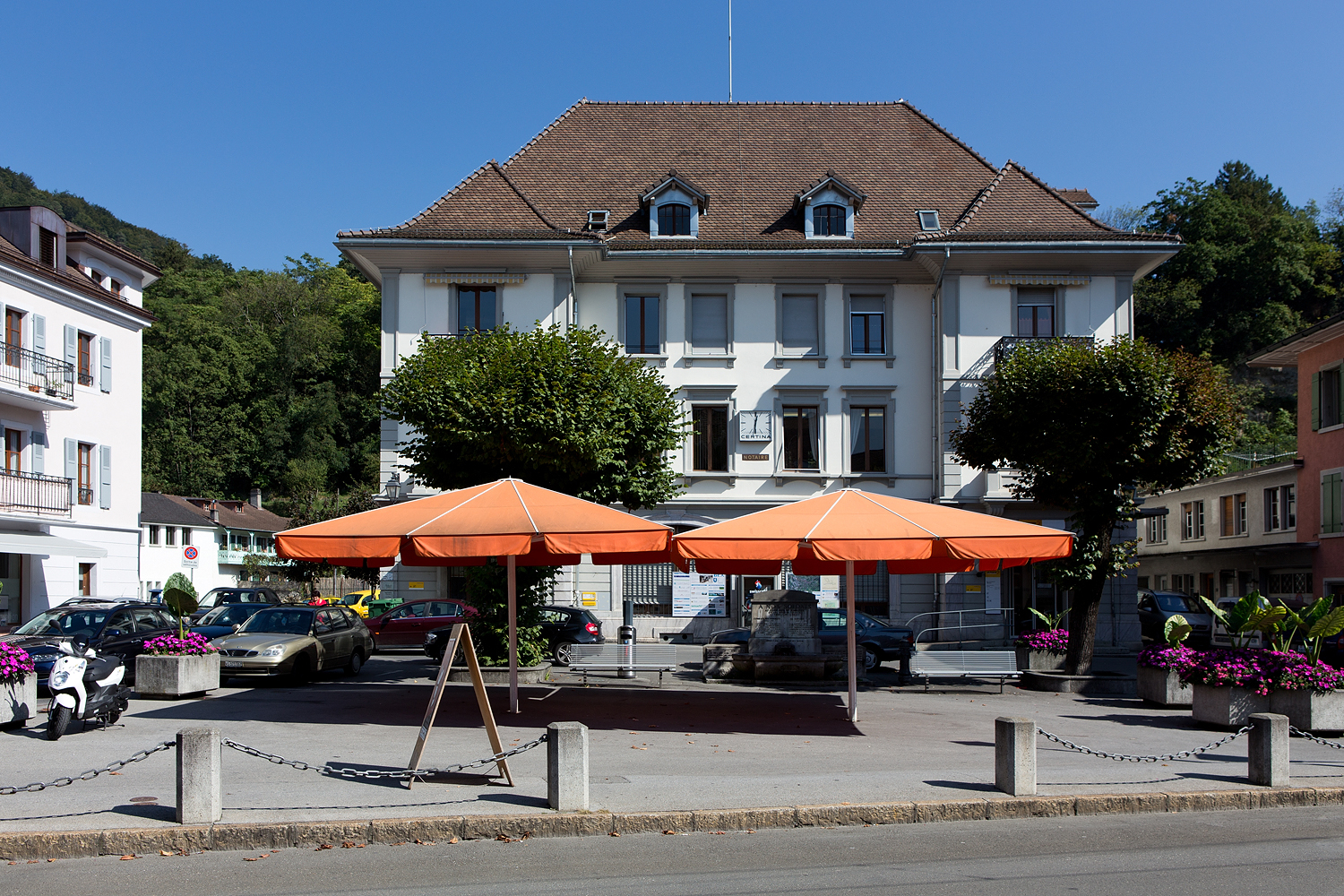
Marktplatz mit Postgebäude
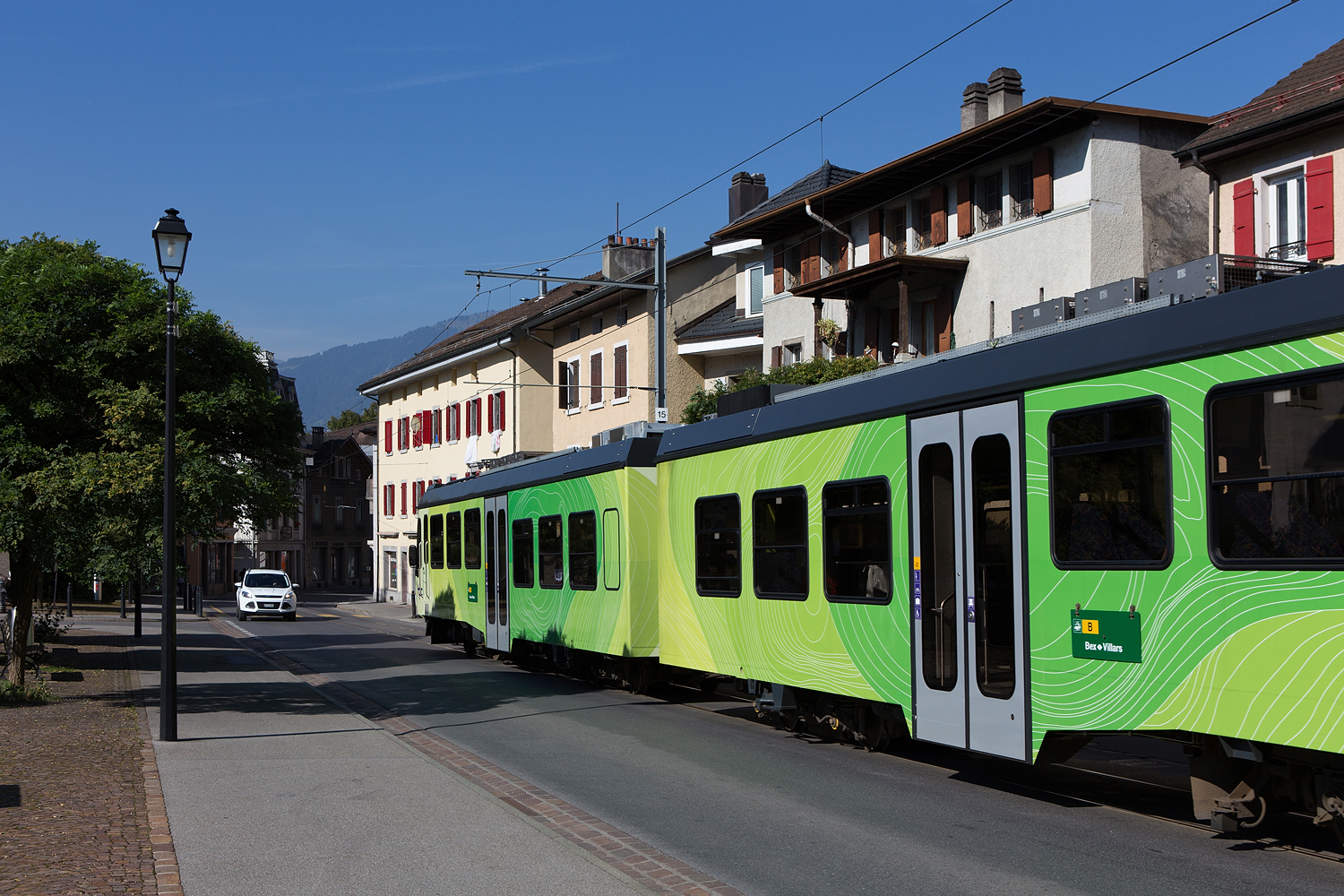
Quai de l'Avançon
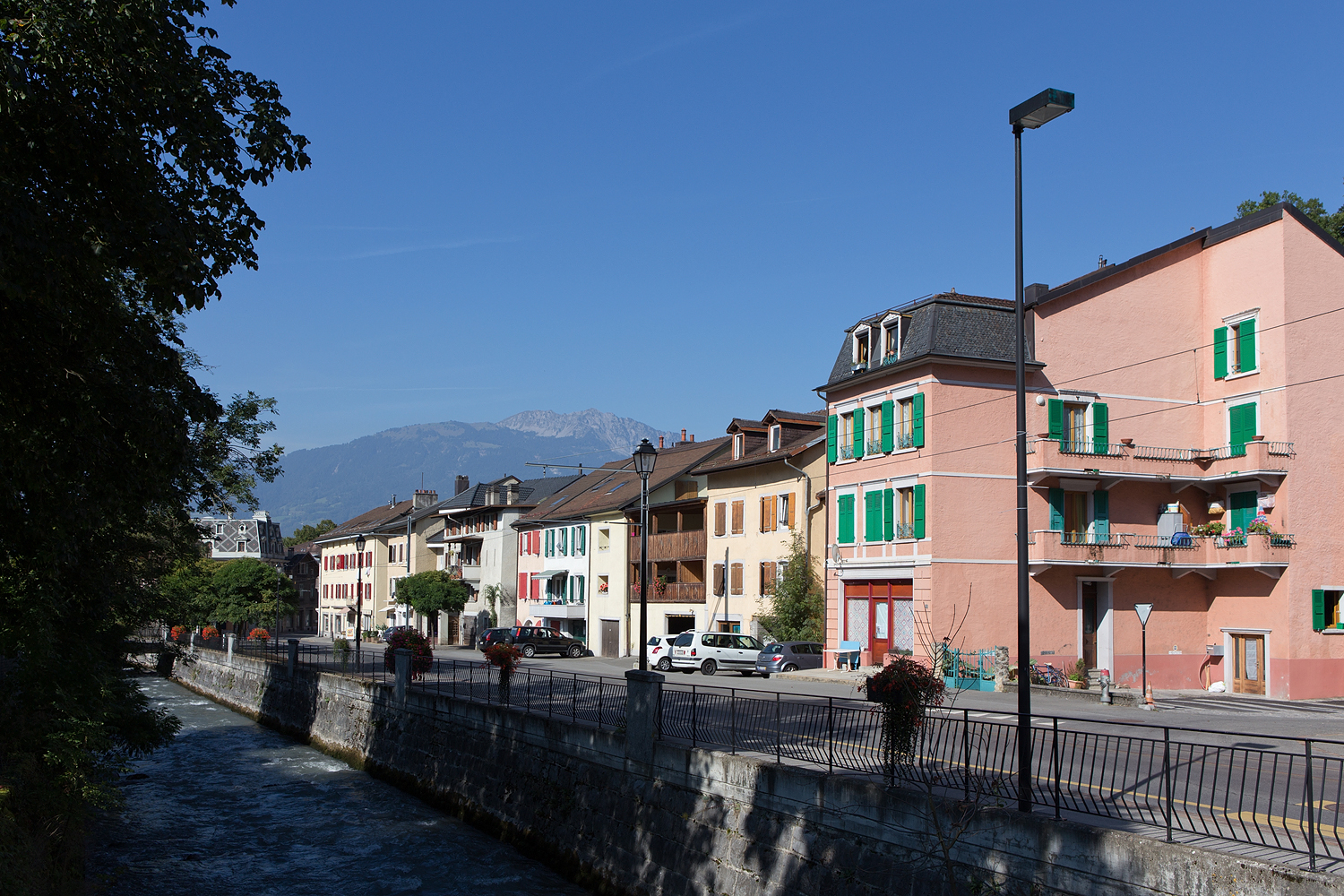
Quai de l'Avançon
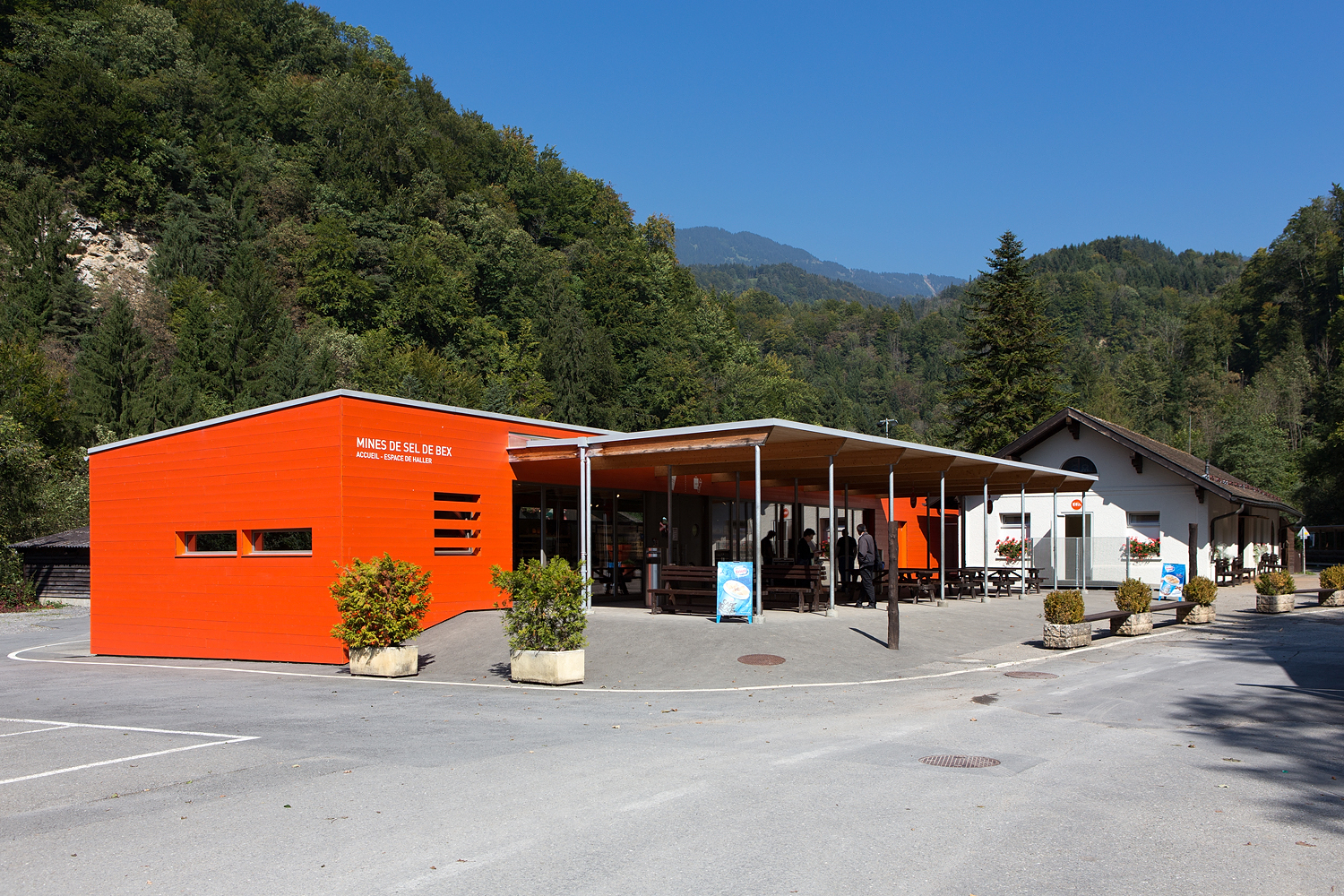
Mine du Bouillet

## Städtepartnerschaften
Bex unterhält eine Städtepartnerschaft mit Tuttlingen in Baden-Württemberg.
Jedes Jahr findet ein Schüleraustausch der achten Klassen statt. Seit 2007 besteht auch eine Partnerschaft zu Draguignan.

## Persönlichkeiten
- Johann von Charpentier (1786–1855), Geologe und Direktor der Saline von Bex
- Jules-Maurice Abbet (1845–1918), römisch-katholischer Geistlicher, Bischof von Sitten
- Berthe Ruchet (1855–1932), Kunsthandwerkerin
- Henri Pittier (1857–1950), Naturforscher
- Louis-Emil Eyer (1865–1916), Sportpädagoge, Begründer der bulgarischen Sportbewegung
- Roland Pièce (1897–1972), Techniker und Radiopionier
- Marie-Louise Dreier (1936), Dichterin
- Catherine Mabillard (* 1964), Skibergsteigerin